# 旁观者攻击
旁观者攻击（英語：man-on-the-side attack）是计算机安全领域中一种主动攻击的形式。

## 攻击形式
旁观者攻击与中间人攻击中攻击者拥有对网络节点的完全控制权不同，攻击者在通信的“旁路”，只拥有对通信信道的普通访问权限，他能够读取网络流量并往其中注入新的信息，但不能修改或删除其它参与者发送的信息。这种攻击方式需要时间优势——攻击者必须处在网络中的特殊位置（例如互联网骨干网）。攻击者依赖于时间优势，确保受害者在收到合法的回应之前收到由他发送的伪造回应。

## 著名例子
2015年3月26日至30日，GitHub遭受了其史上最大的DDoS攻擊。瑞典網路安全公司Netresec的安全研究人员發佈了此次攻击的分析报告，研究人员认为，中国大陸方面採用了“旁观者攻击”的方式发动DDoS。